# Бурчун
Бурчун (каз. بۋىرشىن اۋدانى ; Буыршын ; кит. упр. 布尔津, пиньинь Bù'ěrjīn; уйг. بۇرچىن ; Бурчин‎) — уезд в округе Алтай Или-Казахского автономного округа Синьцзян-Уйгурского автономного района Китая. Уезд назван в честь протекающей по его территории реки Бурчун.

## География
Уезд Бурчун расположен в самой северной части Синьцзяна, на стыке границ Китая, Казахстана, России и Монголии. Уездный центр — посёлок Бурчун — расположен в месте слияния Иртыша с правым притоком, рекой Бурчун.
Сельскохозяйственные земли и пастбища расположены в долине реки Бурчун. Алтайские горы (массив Таван-Богдо-Ула) покрыты хвойными лесами. В северной части уезда Бурчун, на границе с уездом Каба, расположено озеро Канас.

## История
Уезд был образован в 1919 году.

## Население
В Бурчуне проживает более 70 тыс. человек. Основные этнические группы: казахи (57,8 %), ханьцы (29,1 %), хуэй (6,7 %), монголы (2,5 %) и уйгуры (1,4 %).

## Административное деление
Уезд делится на 4 посёлка, 3 волости и 1 национальную волость:
Посёлки
- Burqin Town (布尔津镇 / بۇرچىن بازىرى)
- Oymak Town (窝依莫克镇 / ئويماق بازىرى)
- Chonghur Town (冲乎尔镇 / چوڭقۇر بازىرى)
- Kostik Town (阔斯特克镇 / قوستىق بازىرى)

Волости
- Burqin Township (布尔津乡)
- Dulaiti Township (杜来提乡 / دۇۋلايتى يېزىسى)
- Egiztobe Township (也格孜托别乡 / ئېگىزتۆپە يېزىسى)

Национальная волость
- Kom-Kanas Mongolian Ethnic Township (Hemuhanasi Mongol Township; 禾木哈纳斯蒙古族乡 / قومقاناس موڭعۇل ۇلتتىق اۋىلى / قۇمقاناس موڭغۇل ئاپتونوم يېزىسى)

## Экономика
Развито сельское хозяйство, в том числе пастбищное животноводство и выращивание облепихи. 

### Туризм
На территории уезда Бурчун расположена пейзажная туристическая зона озера Канас.

### Энергетика
Имеются две ГЭС на реке Бурчун: Бурчун-Чункур (2009) и Бурчун-Шанькоу (2014). China National Nuclear Corporation владеет комплексом по производству гидроаккумулирующей энергии «Синьхуа», которая объединяет мощности ГЭС, ВЭС и СЭС.

## Транспорт
Через территорию уезда пролегает магистраль Годао 217 (Алтай — Куча — Хотан).
Аэропорт Бурчун — Канас, открытый в 2007 году, связывает уезд с Урумчи и Карамаем.

## Галерея

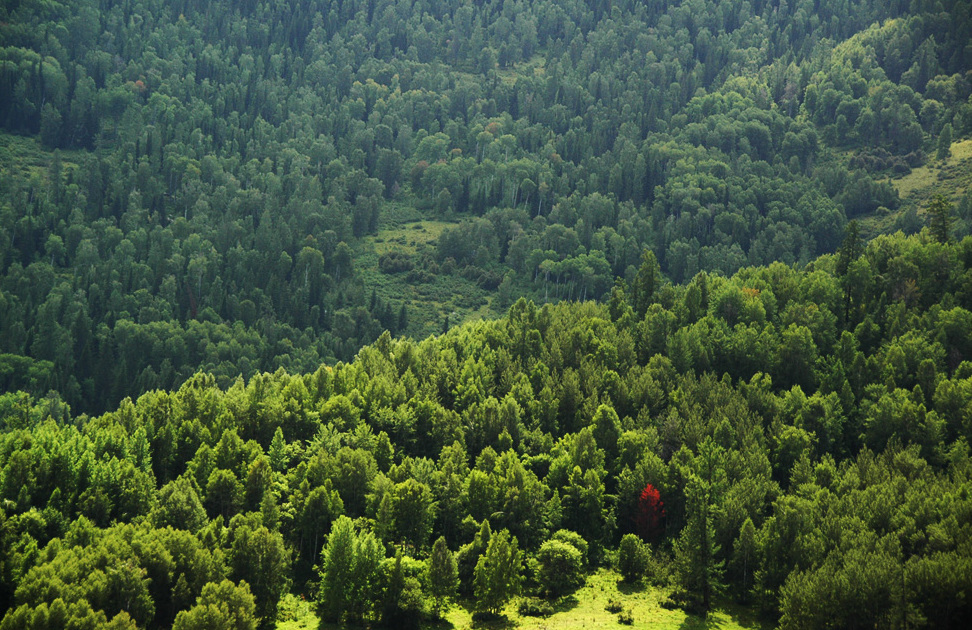
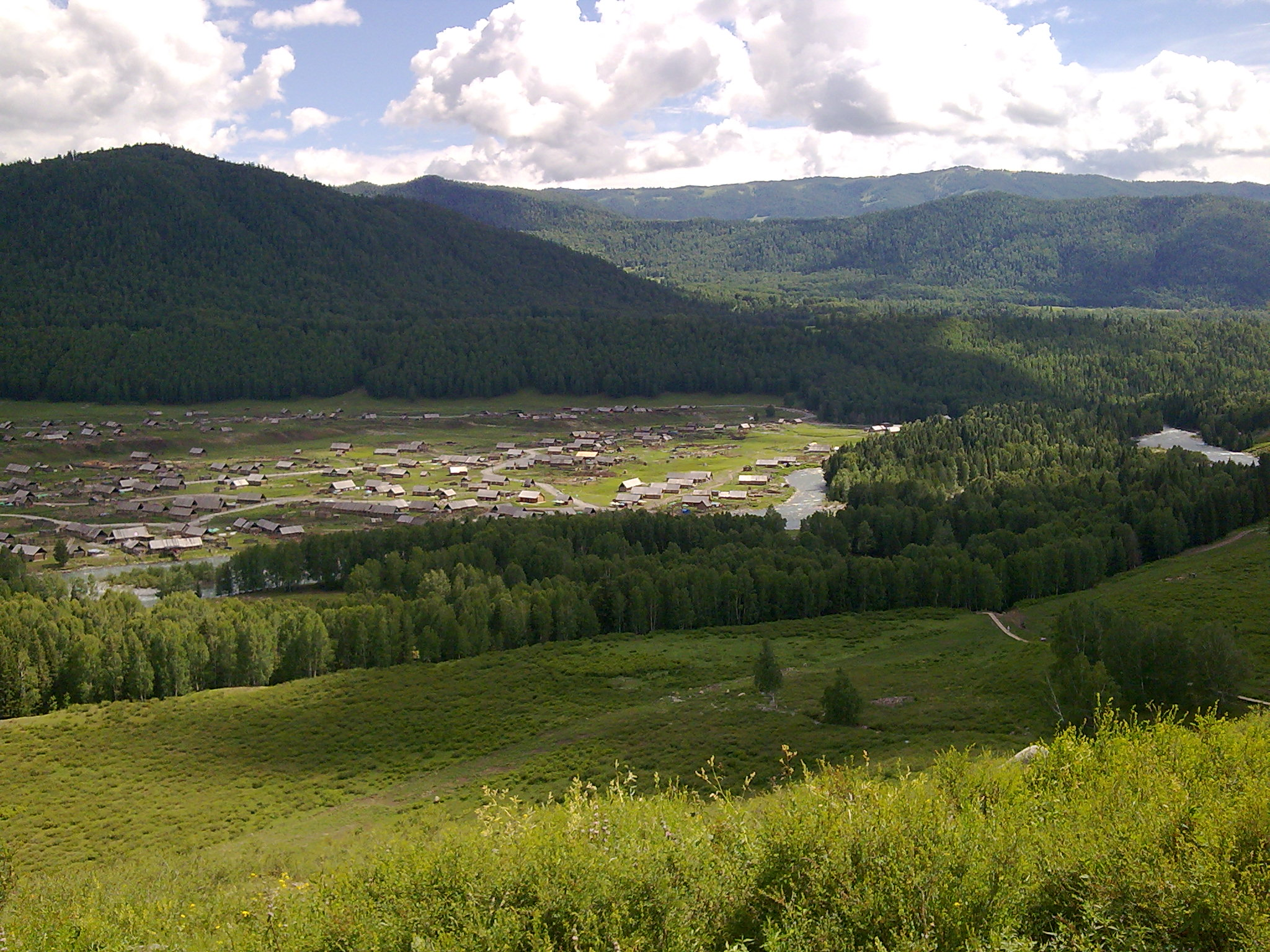
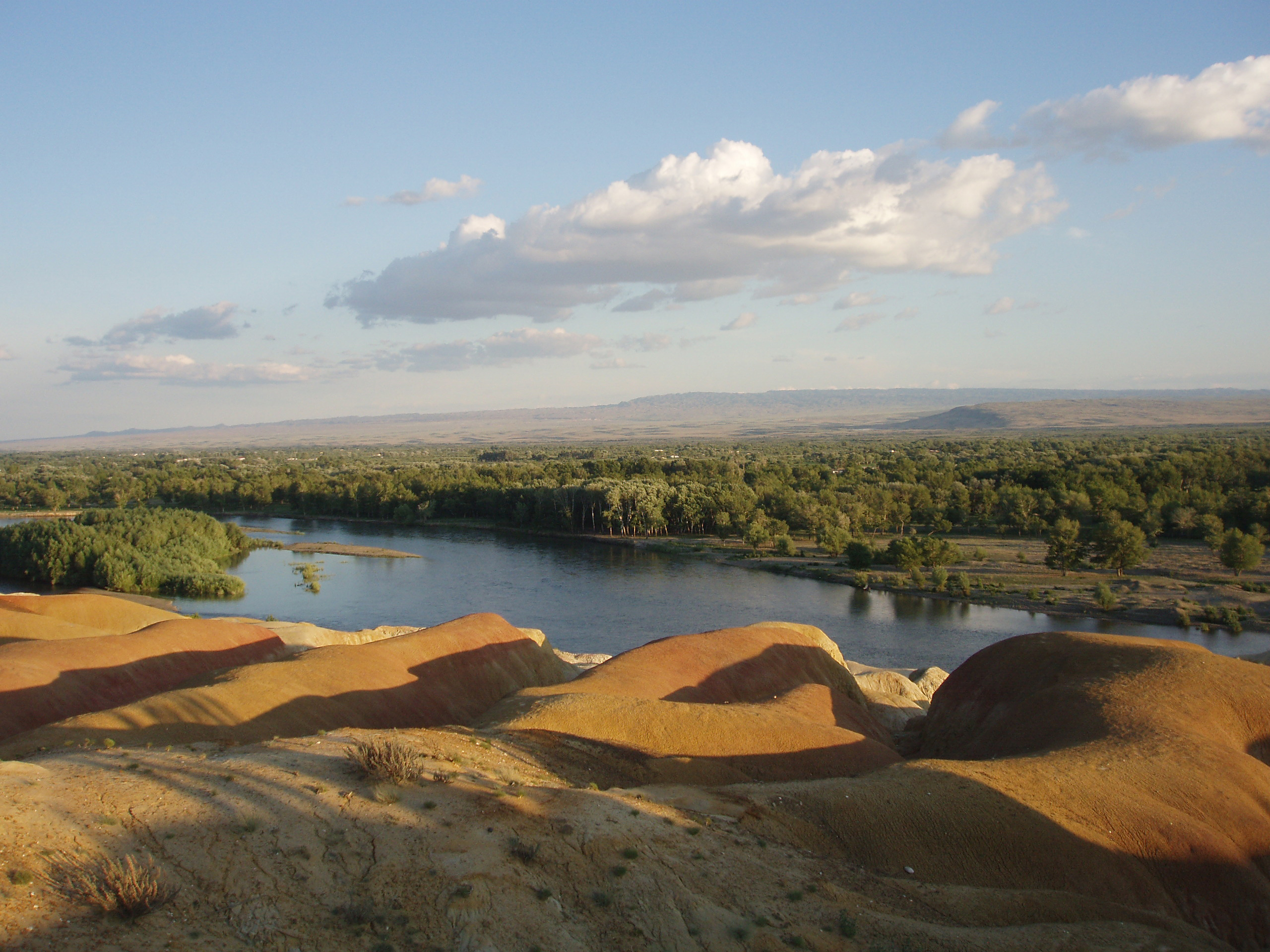
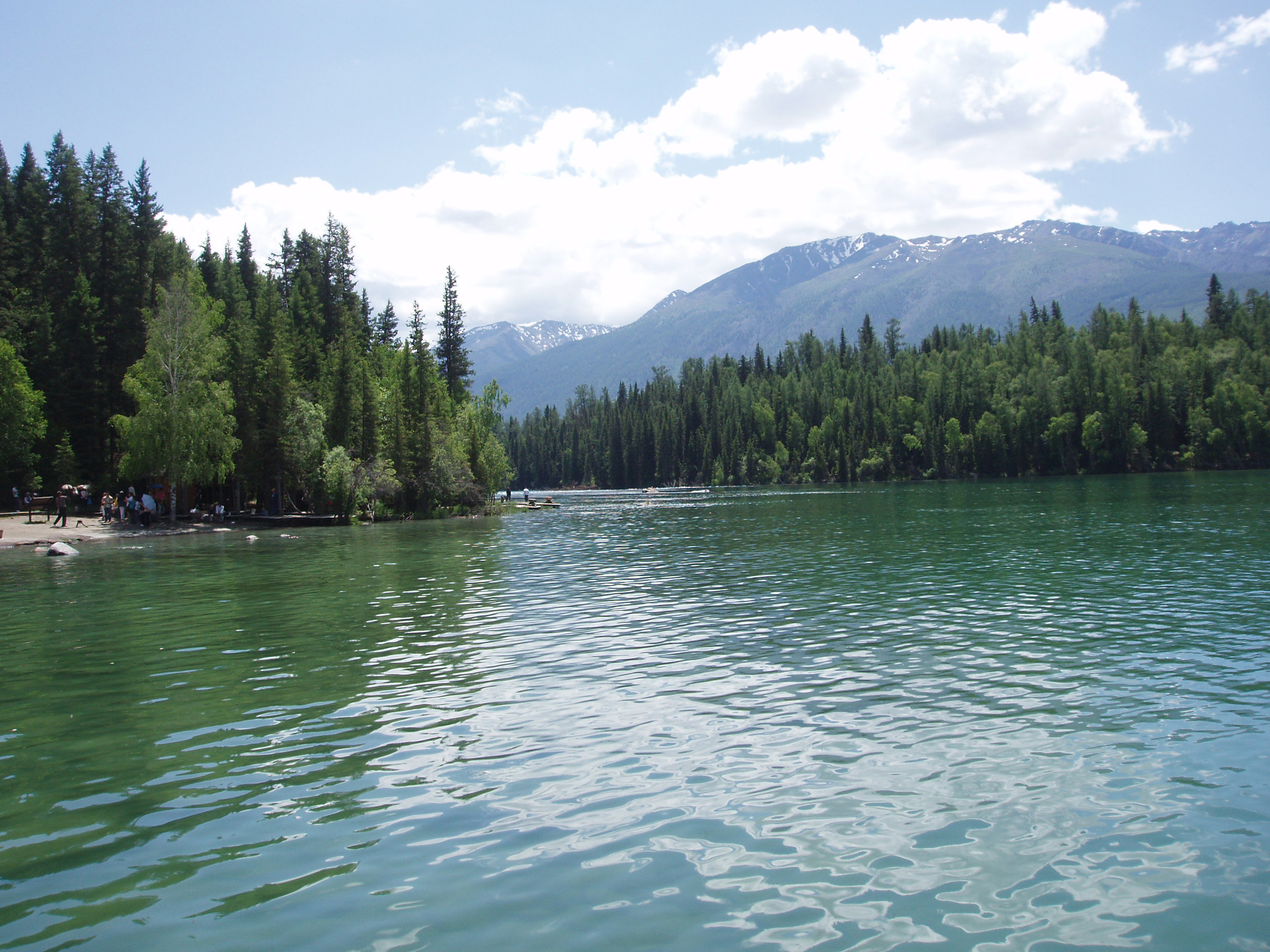
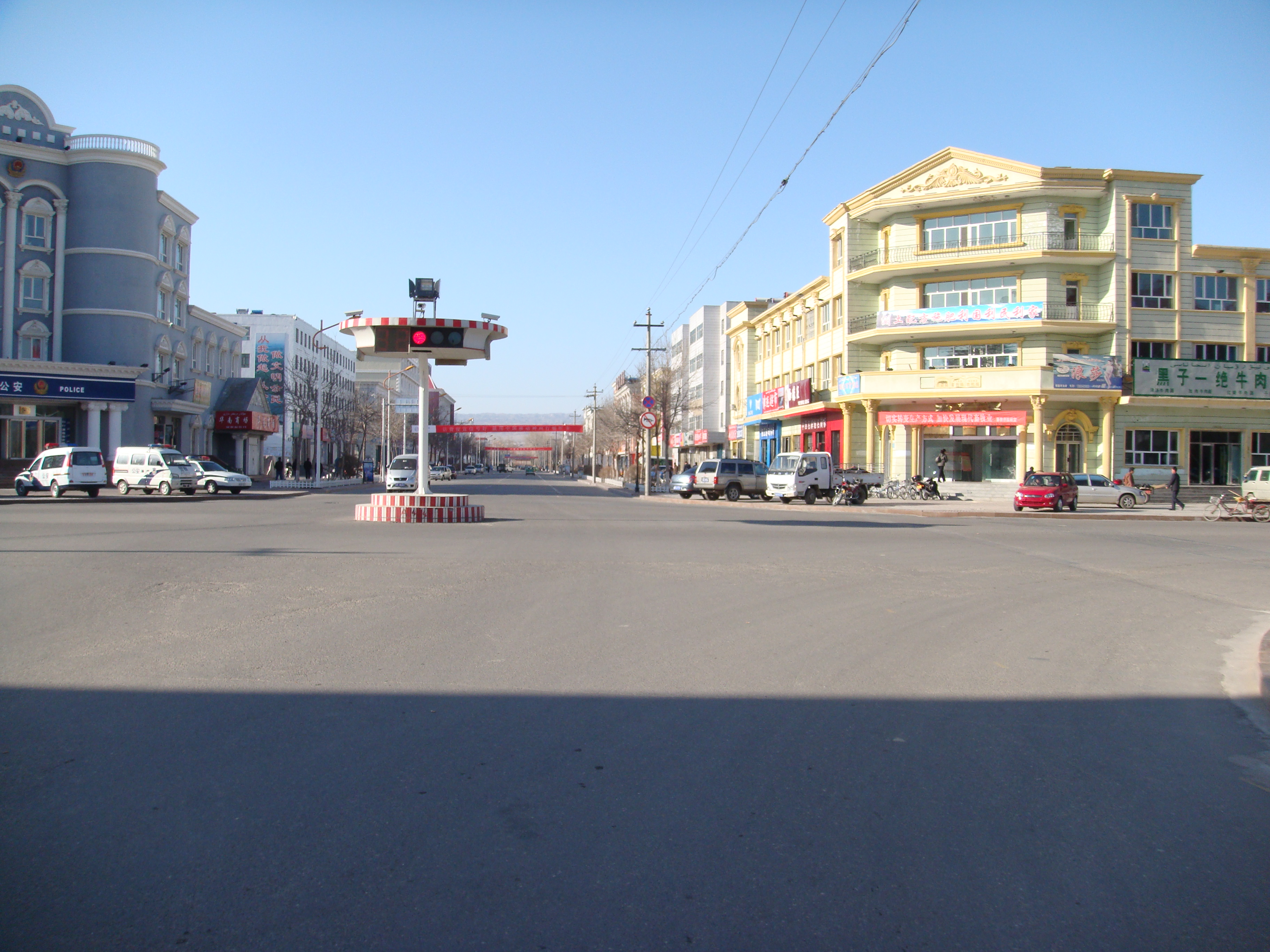